# Mustafa Aykaç
Mustafa Aykaç  (* 1958 in Karabük) ist ein türkischer Ökonom und Rektor der Kırklareli Üniversitesi.

## Leben und Wirken
Nach dem Besuch der Schule in Karabük und des Gymnasiums in Istanbul studierte er Ökonomie in der Handelshochschule in Bursa (1976–1980). Danach trat er als wissenschaftlicher Mitarbeiter in die Fakultät für Wirtschafts- und Sozialwissenschaften der Universität Bursa (Uludağ Üniversitesi) ein und wurde 1987 zum Doktor der Ökonomie promoviert.
Im Jahr 1987 wechselte Aykaç zur Marmara Üniversitesi, wurde 1989 Assistenzprofessor und 1993 Professor. Er wurde Institutsdirektor, Dekan und Vizepräsident der Universität. Auslandseinsätze von jeweils einem Jahr führten ihn 1997 an die Manchester University nach England und 2003 an die Vista University in Südafrika.
Er hat zahlreiche Veröffentlichungen in nationalen und internationalen Zeitungen vorzuweisen. Er wurde im Jahr 2008 zum Rektor der Kirklareli-Universität berufen.
Mustafa Aykaç ist verheiratet und hat drei Kinder.